# مسجد سات جامبوج
مسجد سات جامبوج يقع بالقرب من ضواحي شمال غرب دكا في منطقة جعفراباد في بنغلاديش، يعد المسجد مثال جيد على الطراز المغولي للمحافظات التي أدخلت في بنغلاديش في القرن السابع عشر الميلادي، ما يميز المسجد وجود سبع قباب بصلية الشكل تتوج السقف الذي يغطي قاعة الصلاة الرئيسية، بني المسجد على الأرجح من قبل محافظ شايستا خان، المسجد يقف في مكان جميل على دعامة عالية يصل طولها إلى 15 متر تطل على سهل واسع.

## التاريخ
يقع المسجد على بعد بضعة كيلومترات إلى الشمال من بيلخانا، وبني المسجد من فترة طويلة في فترة نهاية المغول في العاصمة دكا، للمسجد سبعة قبب في جعفراباد، وكان هناك مجتمع زراعي صغير في بين بيلخانا وجعفراباد حيث تم بناء المسجد هناك، وأصبحت المنطقة مع الزمن كالغابة بسبب الإهمال والتقصير والهجر بشكل رئيسي خلال الفترة البريطانية.

## الهيكل
يقع المسجد على حافة النهر، والمسجد في سطحه الخارجي هو الأكثر ابتكارا من جميع مساجد دكا من فترة الآثار المغولية، ويتميز المسجد من كل أقاصي الشمال والجنوب بانه مسجد مستطيل الشكل له ثلاثة قبب، وعندما ينظر اليه من الشرق يعطي انطباع بأن للمسجد خمسة خلجان خارجية، وهناك من جهة الشرق عند المدخل ثلاثة أقواس حدباء تحيط بها المحاريب، الأعمدة نحيلة مع قواعد بصلية الشكل ترسيم خليج مركزي، المحراب المركزي لديه صفين ويزين سطحه الجص المصبوب، للمسجد ثلاث قباب نموذجية على قاعة الصلاة الرئيسية، أحدها قبة كبيرة مركزية في الوسط يحيط بها اثنتين أصغر منه، يحمل المسجد كل السمات المميزة لأسلوب شايستا خاني، وللمسجد ثلاثة أقواس حدباء، يحيط بها المحاريب والألواح المستطيلة، وهناك مقبرة أمام المسجد استخدمت في وقت متأخر من عام 1950.

## الوضع الحالي
كان نواب خواجة إحسان الله بنية التخلي عن إعادة بتائه، كما أدرج في وقت لاحق في عام 1913 من قبل ايه اس أي، بسبب الاستخدام دون انقطاع، وبسبب وجود بعض الرعاية والصيانة للمسجد منذ ذلك الحين فهو لم يتطلب أي تحديث، ومع ذلك في الماضي تعرض المسجد لعدة تعديلات غير مقبولة حين إجراء الإصلاحات الدورية، على سبيل المثال بسبب الاستخدام تشققت أرضية قاعة الصلاة الرئيسية والفناء واستخدام الجص الأبيض الكثيف الذي عرضه لكثير من انتقادات الخبراء.